# Villers-devant-Mouzon
Villers-devant-Mouzon és un municipi francès situat al departament de les Ardenes i a la regió del Gran Est. L'any 2007 tenia 113 habitants.

## Demografia

### Població
El 2007 la població de fet de Villers-devant-Mouzon era de 113 persones. Hi havia 40 famílies de les quals 8 eren unipersonals (4 homes vivint sols i 4 dones vivint soles), 12 parelles sense fills, 12 parelles amb fills i 8 famílies monoparentals amb fills.
La població ha evolucionat segons el següent gràfic:
Habitants censats

### Habitatges
El 2007 hi havia 46 habitatges, 42 eren l'habitatge principal de la família i 4 estaven desocupats. 40 eren cases i 5 eren apartaments. Dels 42 habitatges principals, 37 estaven ocupats pels seus propietaris, 3 estaven llogats i ocupats pels llogaters i 2 estaven cedits a títol gratuït; 1 tenia tres cambres, 13 en tenien quatre i 28 en tenien cinc o més. 37 habitatges disposaven pel capbaix d'una plaça de pàrquing. A 13 habitatges hi havia un automòbil i a 27 n'hi havia dos o més.

### Piràmide de població
La piràmide de població per edats i sexe el 2009 era:
| Homes | Edats   | Dones |
| ----- | ------- | ----- |
| 0     | 95 o +  | 0     |
| 0     | 90 a 94 | 0     |
| 0     | 85 a 89 | 0     |
| 0     | 80 a 84 | 4     |
| 8     | 75 a 79 | 0     |
| 4     | 70 a 74 | 4     |
| 0     | 65 a 69 | 0     |
| 0     | 60 a 64 | 0     |
| 0     | 55 a 59 | 0     |
| 8     | 50 a 54 | 8     |
| 8     | 45 a 49 | 4     |
| 12    | 40 a 44 | 8     |
| 0     | 35 a 39 | 0     |
| 8     | 30 a 34 | 0     |
| 0     | 25 a 29 | 4     |
| 8     | 20 a 24 | 4     |
| 0     | 15 a 19 | 8     |
| 4     | 10 a 14 | 4     |
| 4     | 5 a 9   | 0     |
| 4     | 0 a 4   | 0     |

## Economia
El 2007 la població en edat de treballar era de 84 persones, 62 eren actives i 22 eren inactives. De les 62 persones actives 55 estaven ocupades (34 homes i 21 dones) i 7 estaven aturades (4 homes i 3 dones). De les 22 persones inactives 6 estaven jubilades, 7 estaven estudiant i 9 estaven classificades com a «altres inactius».
Activitats econòmiques
L'únic establiment que hi havia el 2007 era d'una empresa de fabricació d'altres productes industrials.
L'any 2000 a Villers-devant-Mouzon hi havia 5 explotacions agrícoles.

## Poblacions més properes
El següent diagrama mostra les poblacions més properes.